# Pherekrates
Pherekrates (altgriechisch Φερεκράτης Pherekratēs) aus Athen war ein griechischer Dramatiker der Alten Komödie im 5. Jahrhundert v. Chr.

## Leben
Laut dem Anonymus de comoedia (περὶ κωμῳδίας) begann Pherekrates seine Karriere als Schauspieler, bevor er selbst als Dichter hervortrat. Für das Jahr 438/37 v. Chr. überliefert der Anonymus einen Sieg bei einem nicht genannten Agon, sollte die Konjektur des im Text überlieferten ἐπὶ θεάτρου zu ἐπὶ Θεοδώρου durch den britischen Philologen Peter Paul Dobree (1782–1825) richtig sein, denn der Sieg wäre dann in das Archontat des Theodoros gefallen. Da in der inschriftlich überlieferten Liste der Sieger bei den Dionysien in Athen sich der Name Pherekrates vor dem gesicherten Hermippos, Sieger 436/35 v. Chr., ergänzen lässt – erhalten ist nur der Zeilenanfang Φερ... –, könnte sich die Angabe auf dieses Fest beziehen. Darüber hinaus hat er zwei Siege bei den Lenäen nach Kratinos und vor Hermippos errungen. In der Suda wird er als Zeitgenosse von Eupolis, Aristophanes, Phrynichos und dem Komiker Platon genannt. Das Ende seines Wirkens wird um 410 v. Chr. angesetzt.

## Werk

### Komödien
Während die Suda 17 Stücke und der Anonymus 18 Stücke kennen, sind insgesamt 19 Werktitel überliefert. Dies führte bereits in der Antike zu Diskussionen darüber, welche Stücke dem Pherekrates abzusprechen sind. Pseudoherakles und Anthrophherakles (Ἀνϑρωφηρακλῆς „Herakles als Mensch“) sind hierbei als Titelvarianten anzusprechen, die Metöken (Μέτοικοι) sind wahrscheinlich dem Komiker Platon zuzuweisen. Umstritten sind zudem Metalles (Μεταλλῆς „Die Minenarbeiter“) und Cheiron (Χείρων), da Eratosthenes in seinem Werk Über die Alte Komödie die Metalles dem Nikomachos zuweist, dem auch der Cheiron gehören soll. Zu den unsicheren Werken zählten ebenso die Agathoi (Ἀγαϑοί „Die Guten“), vor allem aber die Persai (Πέρσαι „Die Perser“).
So bleiben als sichere Werke:
- Agrioi (Ἄγριοι „Die Wilden“)
- Automoloi (Αὐτόμολοι „Überläufer“)
- Graes (Γρᾶες „Die alten Frauen“)
- Doulodidaskalos (Δουλοδιδάσκαλος „Sklavenlehrer“)
- Epilesmon ē Thalatta (Ἐπικλήσμον ἢ Θάλαττα „Der Vergessliche oder Thalatta“)
- Ipnos ē Pannychis (Ἰπνὸς ἢ Παννυχίς „Die Küche oder Pannychis“)
- Korianno (Κοριαννώ)
- Krapataloi (Κραπάταλοι „Unterweltsdrachmen“)
- Leroi (Λῆροι „Tand“)
- Myrmekanthropoi (Μυρμηκάνϑρωποι „Ameisenmenschen“)
- Petale (Πετάλη)
- Tyrannis (Τυραννίς)
- Pseudoherakles (Ψευδηρακλῆς).

### Inhalte
Keine der Komödien ist erhalten, doch liegen 282 sichere, und sechs mögliche Fragmente aus den Werken vor. Davon spielen mit „Der Vergessliche oder Thalatta“, „Korianno“ und „Petale“ wenigstens drei Werke im Milieu der Hetären, mit den „Alten Frauen“ und der „Tyrannis“ scheinen weitere Frauenthemen die Handlung zu bestimmen, hinzu kommt möglicherweise auch der „Tand“. Eine Gegenwelt baute Pherekrates in den „Wilden“ auf, die Protagoras im gleichnamigen Dialog bei Platon sagen lässt, die schlechtesten Athener seien besser als die Wilden des Pherekrates. In den Bereich der Utopie gehören die „Unterweltsdrachmen“, die von einem unterweltlichen Athen mit eigener Währung und eigener Sprache handeln. Das Erziehungswesen scheint der „Sklavenlehrer“ zu parodieren: Die Vorbereitung eines feudalen Essens will ebenso gelernt sein wie die Organisation des Verkehrs. Und auch die Rolle des Herakles muss gelernt sein, wie anscheinend der „Pseudoherakles“, ein in die Rolle des Helden geschlüpfter Normalathener, lernen musste. Den Bereich der literarischen Travestie scheinen die „Ameisenmenschen“ besiedelt zu haben, indem der Mythos von der Wiederbesiedlung der entvölkerten Insel Ägina mit Ameisen durch den Göttervater Zeus ins Komische gewendet und mit Elementen aus dem Deukalionmythos bereichert wurde.

### Stil
In seinem Werk soll er im Verzicht auf offene Schmähungen lebender Personen Krates nachgeeifert und frei erfundene Stoffe verarbeitet haben, im Gegensatz etwa zu älteren Dichtern oder dem wenig jüngeren Aristophanes, der sich satirisch mit den Gegebenheiten und Personen seiner Zeit auseinandersetzte. Gleichwohl gibt es zahlreiche Spitzen in den erhaltenen Fragmenten, etwa gegen Alkibiades, aber auch gegen eine ganze Reihe an Dichterkollegen, die von der personifizierten Musik im Cheiron verspottet werden, sollte das Werk ihm zuzuweisen sein. Seine Sprache war rein Attisch, was ihm den Beinamen Attikotatos (Ἀττικώτατος „der Attischste“) einbrachte. In der Metrik gilt er als Erfinder des nach ihm benannten Pherekrateus, eines anapästischen Hephthemimeres, dessen er sich selbst rühmte.

## Ausgaben
- Rudolf Kassel, Colin Austin (Hrsg.): Poetae Comici Graeci. Band 7. Berlin/New York 1989, S. 102–220.